# Telipinu (Ḫalpa)
Telipinu war ein Sohn des hethitischen Großkönigs Šuppiluliuma I., der nach der Unterwerfung von Kizzuwatna dort seinen Sohn als Priester einsetzte. Telipinu leitete anschließend die Eroberung von Syrien und wurde danach von seinem Vater als König in Ḫalpa eingesetzt. Er starb spätestens im 9. Regierungsjahr von Muršili II. (ca. 1313 v. Chr.). Sein Sohn und Nachfolger war Talmi-Šarruma. Sowohl Telipinu als auch Talmi-Šarruma werden in einer Bauinschriftspolie, die in die Südmauer der al-Qaiqan-Moschee eingemauert ist, erwähnt.